# Mario Sbattella
Mario Sbattella, né le 13 février 1930 à Rovi Porro et mort en 2013, est un scénariste et un dessinateur de bande dessinée italien. Il signe parfois sous le nom de Mario Sbaletta.

## Œuvre

### Albums
- Akim, Aventures et Voyages, collection Mon journal

104. La Vallée des diamants, scénario de Mario Sbattella, Luciano Secchi et Roberto Renzi, dessins de Mario Sbattella, Augusto Pedrazza et Paolo Piffarerio, 1963
105. Le Mystère du Faucon II, scénario de Mario Sbattella, Luciano Secchi et Roberto Renzi, dessins de Mario Sbattella, Augusto Pedrazza et Paolo Piffarerio, 1963
113. L'Ennemi diabolique, scénario de Mario Sbattella, Luciano Secchi et Roberto Renzi, dessins de Mario Sbattella, Augusto Pedrazza et Paolo Piffarerio, 1964
133. Quand Zig intervient, scénario de Mario Sbattella, Luciano Secchi et Roberto Renzi, dessins de Mario Sbattella, Augusto Pedrazza et Paolo Piffarerio, 1964
139. Le Prisonnier de l'île de la solitude, scénario de Mario Sbattella, Luciano Secchi et Roberto Renzi, dessins de Mario Sbattella, Augusto Pedrazza et Paolo Piffarerio, 1965
140. Mystère sur les monts, scénario de Mario Sbattella, Luciano Secchi et Roberto Renzi, dessins de Mario Sbattella, Augusto Pedrazza et Paolo Piffarerio, 1965
- Bengali, Aventures et Voyages, collection Mon Journal

21. Guerre dans la jungle, scénario de Mario Sbattella, Guido Martina et Roberto Renzi, dessins de Mario Sbattella et Augusto Pedrazza, 1966
- Capt'ain Swing, Aventures et Voyages, collection Mon Journal

7. Le Fantôme de Mister Bluff !, scénario de Mario Sbattella, EsseGesse et Jean Ollivier, dessins de Mario Sbattella, Roberto Diso, Santo D'Amico et EsseGesse, 1967
58. L'Îlot maudit, scénario et dessins de Guy Lehideux, EsseGesse et Mario Sbattella, 1971
66. Le Roi des marais, scénario et dessins de EsseGesse et Mario Sbattella, 1971
73. Plein les bottes !, scénario et dessins de EsseGesse et Mario Sbattella, 1972
74. Un Coup de feu dans la nuit, scénario et dessins de EsseGesse et Mario Sbattella, 1972
75. Les Alliés imprévus, scénario et dessins de EsseGesse et Mario Sbattella, 1972
84. Le Rire du Hibou, scénario et dessins de EsseGesse et Mario Sbattella, 1973
85. Ni Fleurs ni couronnes, scénario et dessins de EsseGesse et Mario Sbattella, 1973
86. Le Pépé enragé, scénario et dessins de EsseGesse et Mario Sbattella, 1973
88. La Fosse de l'épouvante, scénario et dessins de Guy lehideux, EsseGesse et Mario Sbattella et Vicar, 1973
92. Magie noire, scénario d'EsseGesse et Mario Sbattella, dessins d'EsseGesse, Mario Sbattella et Joseph Garcia, 1974
98. L'Esclave aux cheveux d'or, scénario et dessins de EsseGesse et Mario Sbattella, 1974
99. Les Morts-vivants, scénario d'EsseGesse et Mario Sbattella, dessins d'EsseGesse, Mario Sbattella et Joseph Garcia, 1974
102. Les Otages, scénario et dessins de EsseGesse et Mario Sbattella, 1974
105. Le Breuvage de l'oubli, scénario et dessins de EsseGesse et Mario Sbattella, 1975
106. La Fosse aux singes, scénario et dessins de EsseGesse et Mario Sbattella, 1975
110. Le Héros déshonoré, scénario de EsseGesse et Mario Sbattella, dessins de EsseGesse, Mario Sbattella et Joseph Garcia, 1975
111. Le Livre maudit, scénario et dessins de EsseGesse, Vicar et Mario Sbattella, 1975
114. Celui qui venait de la mer, scénario et dessins de EsseGesse et Mario Sbattella, 1975
119. Les Frères Bishop, scénario et dessins de EsseGesse et Mario Sbattella, 1976
120. Le Kanubach, scénario de EsseGesse et Mario Sbattella, dessins d'EsseGesse, Mario Sbattella et Joseph Garcia, 1976
123. La Pendulette maudite !, scénario et dessins de EsseGesse et Mario Sbattella, 1976
126. Le Vampire de Stork, scénario et dessins de EsseGesse et Mario Sbattella, 1976
132. Le Fantôme du gouffre, scénario et dessins de EsseGesse et Mario Sbattella, 1977
133. Un tour pendable, scénario de EsseGesse et Mario Sbattella, dessins de EsseGesse, Mario Sbattella et Joseph Garcia, 1977
134. Fils des démons et de la Mort, scénario et dessins de EsseGesse et Mario Sbattella, 1977
142. Croquemort et Cie, scénario et dessins de EsseGesse et Mario Sbattella, 1978
173. Les Anges du requin, scénario et dessins de EsseGesse et Mario Sbattella, 1980
179. L'Homme de Porto Rico, scénario et dessins de EsseGesse et Mario Sbattella, 1981
180. La Balle fatale, scénario de EsseGesse et Mario Sbattella, dessins de EsseGesse, Mario Sbattella et Joseph Garcia, 1981
184. Niblos, scénario et dessins de EsseGesse et Mario Sbattella, 1981
186. Le Truc à ne pas rater, scénario de EsseGesse et Mario Sbattella, dessins de EsseGesse, Mario Sbattella et Joseph Garcia, 1981
188. Le Château maudit, scénario de EsseGesse et Mario Sbattella, dessins de EsseGesse, Mario Sbattella et Lina Buffolente, 1982
189. La Tour des cauchemars, scénario de EsseGesse et Mario Sbattella, dessins de EsseGesse, Mario Sbattella et Joseph Garcia, 1982
190. La Garnison disparue, scénario de EsseGesse et Mario Sbattella, dessins de EsseGesse, Mario Sbattella et Joseph Garcia, 1982
191. Le Bal des pendus, scénario et dessins de EsseGesse et Mario Sbattella, 1982
192. Les Canons de Nez Tailladé, scénario de EsseGesse et Mario Sbattella, dessins de EsseGesse, Mario Sbattella et Joseph Garcia, 1982
193. Les Hiéroglyphes qui tuent, scénario de EsseGesse et Mario Sbattella, dessins de EsseGesse, 1982
194. La Cabane assiégée, scénario et dessins de EsseGesse et Mario Sbattella, 1982
195. L'Arme irrésistible, scénario et dessins de EsseGesse et Mario Sbattella, 1982
196. L'Homme au Roi noir, scénario et dessins de EsseGesse et Mario Sbattella, 1982
198. Jenny la rousse, scénario et dessins de EsseGesse et Mario Sbattella, 1982
199. Le Traquenard, scénario et dessins de EsseGesse et Mario Sbattella, 1983
200. Le Rendez-vous des morts-vivants, scénario et dessins de EsseGesse et Mario Sbattella, 1983
204. La Reine des serpents, scénario et dessins de EsseGesse et Mario Sbattella, 1983
205. La Ronde des pillards, scénario et dessins de EsseGesse et Mario Sbattella, 1983
206. La Malédiction du corbeau manchot, scénario de EsseGesse et Mario Sbattella, dessins de EsseGesse, Mario Sbattella et Lina Buffolente, 1983
207. L'infernal chantage, scénario de EsseGesse et Mario Sbattella, dessins de EsseGesse, Mario Sbattella et Lina Buffolente, 1983
208. Sa Majesté océanique, scénario et dessins de EsseGesse et Mario Sbattella, 1983
209. Le Secret de la montagne, scénario et dessins de EsseGesse et Mario Sbattella, 1983
210. Trésor !, scénario et dessins de EsseGesse et Mario Sbattella, 1983
211. Valsez, pépites !, scénario de EsseGesse et Mario Sbattella, dessins de EsseGesse, Mario Sbattella et Joseph Garcia, 1984
212. À la toute dernière seconde, scénario et dessins de EsseGesse et Mario Sbattella, 1984
213. Les Ombres du passé, scénario de EsseGesse et Mario Sbattella, dessins de EsseGesse, Mario Sbattella et Lina Buffolente, 1984
214. La Femme au pistolet, scénario et dessins de EsseGesse et Mario Sbattella, 1984
215. L'infernal trio, scénario de EsseGesse et Mario Sbattella, dessins de EsseGesse, Mario Sbattella et Lina Buffolente, 1984
216. Le Traître, scénario de EsseGesse et Mario Sbattella, dessins de EsseGesse, Mario Sbattella et Joseph Garcia, 1984
217. La belle Solange, scénario et dessins de EsseGesse et Mario Sbattella, 1984
218. Le Territoire interdit, scénario de EsseGesse et Mario Sbattella, dessins de EsseGesse, Mario Sbattella et Lina Buffolente, 1984
219. Fistounet, scénario de EsseGesse et Mario Sbattella, dessins de EsseGesse, Mario Sbattella et Joseph Garcia, 1984
220. Fantômes du passé, scénario et dessins de EsseGesse et Mario Sbattella, 1984
221. L'Enfer liquide, scénario et dessins de EsseGesse et Mario Sbattella, 1984
222. Qui a tué Ulysses ?, scénario de EsseGesse et Mario Sbattella, dessins de EsseGesse, Mario Sbattella et Joseph Garcia, 1984
223. L'infâme Donovan, scénario et dessins de EsseGesse et Mario Sbattella, 1985
224. Par le plomb, le feu et la corde…, scénario et dessins de EsseGesse et Mario Sbattella, 1985
225. Le Mort vivant, scénario et dessins de EsseGesse et Mario Sbattella, 1985
226. Le Trésor de Naseby, scénario et dessins de EsseGesse et Mario Sbattella, 1985
227. Les Deniers de Judas, scénario et dessins de EsseGesse et Mario Sbattella, 1985
228. Le grand amour d'Évangéline, scénario de EsseGesse et Mario Sbattella, dessins de EsseGesse, Mario Sbattella et Joseph Garcia, 1985
229. Étrange conspiration, scénario et dessins de EsseGesse et Mario Sbattella, 1985
230. Le Détachement fantôme, scénario et dessins de EsseGesse et Mario Sbattella, 1985
232. La belle captive, scénario et dessins de EsseGesse et Mario Sbattella, 1985
233. Les trois capitaines, scénario et dessins de EsseGesse, Claudio Nizzi et Mario Sbattella, dessins de EsseGesse, Carlo Boscarato et Mario Sbattella, 1985
234. Le Valet de pique, scénario et dessins de EsseGesse et Mario Sbattella, 1985
235. Barbush le solitaire, scénario et dessins de EsseGesse et Mario Sbattella, 1986
236. Vendu à l'ennemi, scénario et dessins de EsseGesse, Claudio Nizzi et Mario Sbattella, dessins de EsseGesse, Carlo Boscarato et Mario Sbattella, 1985
237. Le Cri du hibou, scénario et dessins de EsseGesse et Mario Sbattella, 1986
238. La Fumée des Iroquois, scénario et dessins de EsseGesse et Mario Sbattella, 1986
239. Maudit héritage, scénario et dessins de EsseGesse et Mario Sbattella, 1986
240. L'Élixir des Kaiankas, scénario et dessins de EsseGesse, Claudio Nizzi et Mario Sbattella, dessins de EsseGesse, Carlo Boscarato et Mario Sbattella, 1986
241. Le mystérieux Mister X, scénario et dessins de EsseGesse et Mario Sbattella, 1986
242. Les Émigrés du Caucase, scénario et dessins de EsseGesse et Mario Sbattella, 1986
243. Le Canon des Loups, scénario et dessins de EsseGesse, Claudio Nizzi et Mario Sbattella, dessins de EsseGesse, Carlo Boscarato et Mario Sbattella, 1986
244. Le Prix de l'honneur, scénario et dessins de EsseGesse et Mario Sbattella, 1986
245. Le Valet du gouverneur, scénario et dessins de EsseGesse et Mario Sbattella, 1986
246. Le Chariot de la Mort, scénario et dessins de EsseGesse, Claudio Nizzi et Mario Sbattella, dessins de EsseGesse, Carlo Boscarato et Mario Sbattella, 1986
247. Trois Chats noirs à queue rouge…, scénario et dessins de EsseGesse et Mario Sbattella, 1987
248. Bison Ivre, scénario et dessins de EsseGesse et Mario Sbattella, 1987
249. Le grand sorcier honoraire, scénario et dessins de EsseGesse, Claudio Nizzi et Mario Sbattella, dessins de EsseGesse, Carlo Boscarato et Mario Sbattella, 1987
250. Le Plateau du vieux chêne, scénario et dessins de EsseGesse et Mario Sbattella, 1987
- Lancelot, Aventures et Voyages, collection Mon journal

119. Le Chemin des tourments, scénario de Jean Ollivier et Mario Sbattella, dessins de Mario Sbattella et Santo D'Amico, 1979
125. Le Tournoi de la décision, scénario de Jean Ollivier et Mario Sbattella, dessins de Mario Sbattella et Santo D'Amico, 1980
128. Au péril de la mer, scénario de Jean Ollivier et Mario Sbattella, dessins de Mario Sbattella, Juan Rafart et Santo D'Amico, 1981
- Pirates, Aventures et Voyages, collection Mon journal

95. Les Fruits du bonheur fou, scénario de Silverio Pisu, Giovanni Borraccino, Esteban Maroto et Mario Sbattella, dessins de Rafael Boluda, Estebán Maroto, Alberto Castiglioni et Mario Sbattella, 1983